# Cesare Sterbini
Cesare Sterbini (né en 1784 à Rome, décédé le 19 janvier 1831 à Rome) est un écrivain et un librettiste italien.

## Biographie
Possédant une profonde connaissance de la culture classique et contemporaine, de la philosophie, de la linguistique, il maîtrisait le grec, le latin, l'italien, le français et l'allemand. Il est surtout connu en tant que librettiste de deux opéras de Gioacchino Rossini: Torvaldo e Dorliska (1815) et Le Barbier de Séville (1816). Fonctionnaire de l'administration pontificale, il a également mis en musique de la poésie en amateur. Il a écrit le livret de l'opéra Il Contraccambio sur une musique de Giacomo Cordella en 1819, et de l'opéra Isaura and Ricciardo sur une musique de Francesco Basili en 1820.
Il est décédé à Rome le 19 janvier 1831.

## Livrets
- Torvaldo e Dorliska, musique de Gioachino Rossini (1815)
- Le Barbier de Séville, musique de Gioachino Rossini (1816)
- Il Contraccambio, musique de Giacomo Cordella (1819)
- Isaura e Ricciardo, musique de Francesco Basili (1820)